# 팜 (펜실베이니아주)
팜(Palm)은 미국 펜실베이니아주 몽고메리 카운티에 있는 비법인지구이다. 이곳은 위도 40.4281539 경도 −75.5329608에서 Hereford 와 East Greenville 사이의 Pennsylvania Route 29를 따라 위치한다. 어퍼 하노버 타운 쉽에 위치하고 있으며 우편 번호는 18070이다. Hosensack Creek은 북동쪽에서 마을의 Perkiomen Creek 으로 흐른다.

팜은 미국에 남아있는 5 개의 슈뱅크펠트 교회 중 하나이다. 또한 공상 과학 작가, 출판사 및 로이드 아서 에쉬 바흐 장관의 출생지이다. 

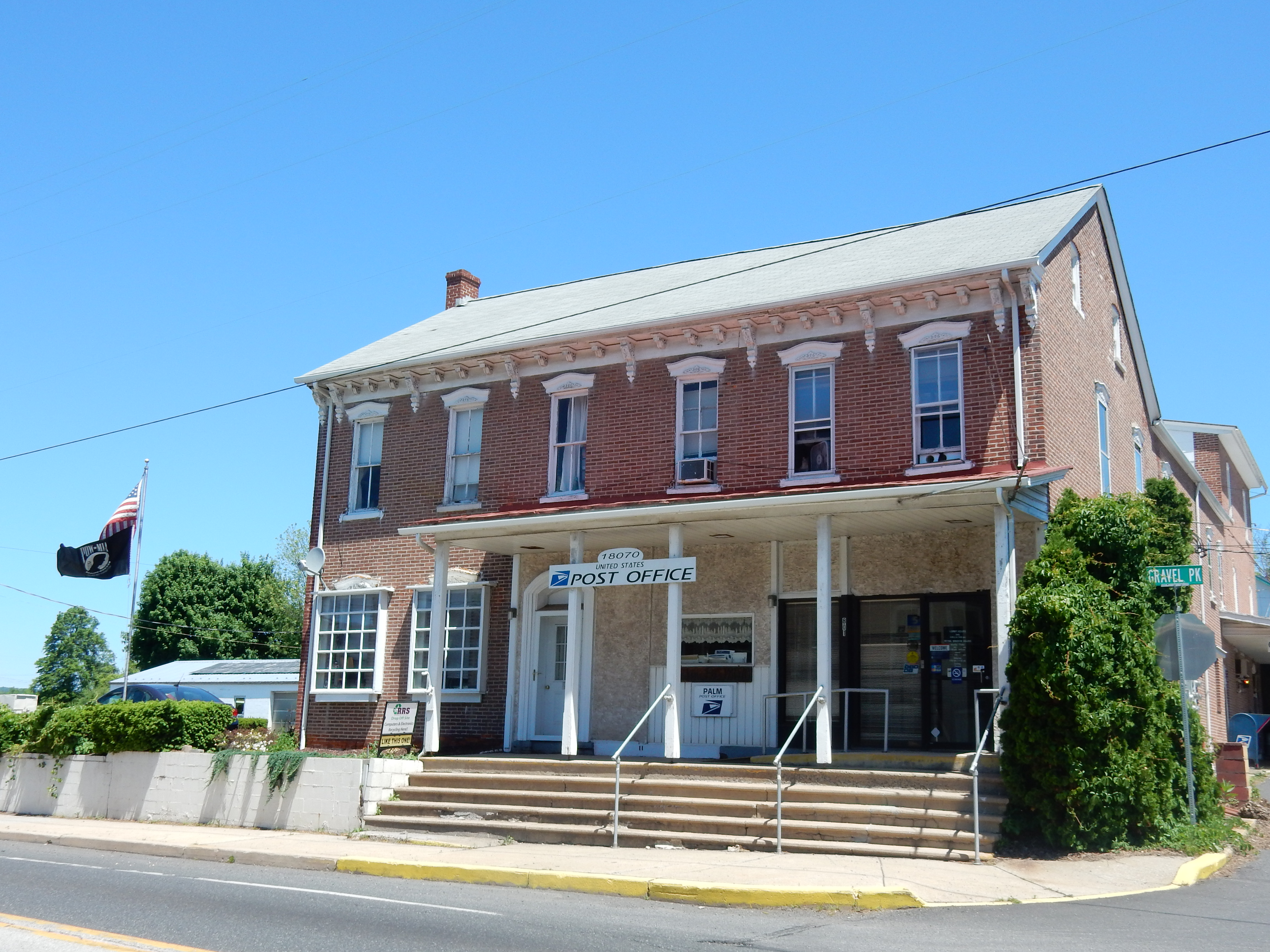
팜 우체국
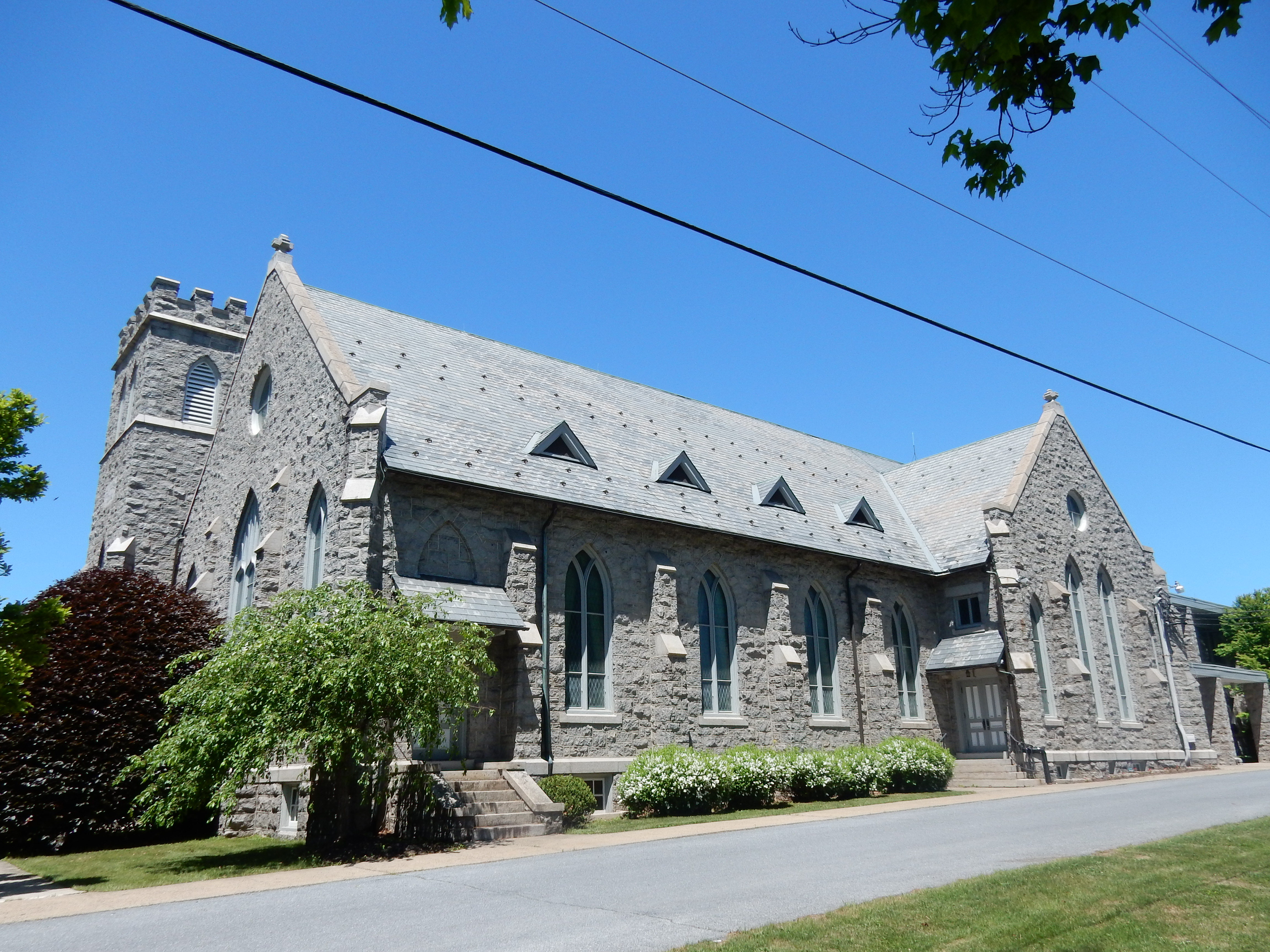
팜 슈벤크 펠더 교회
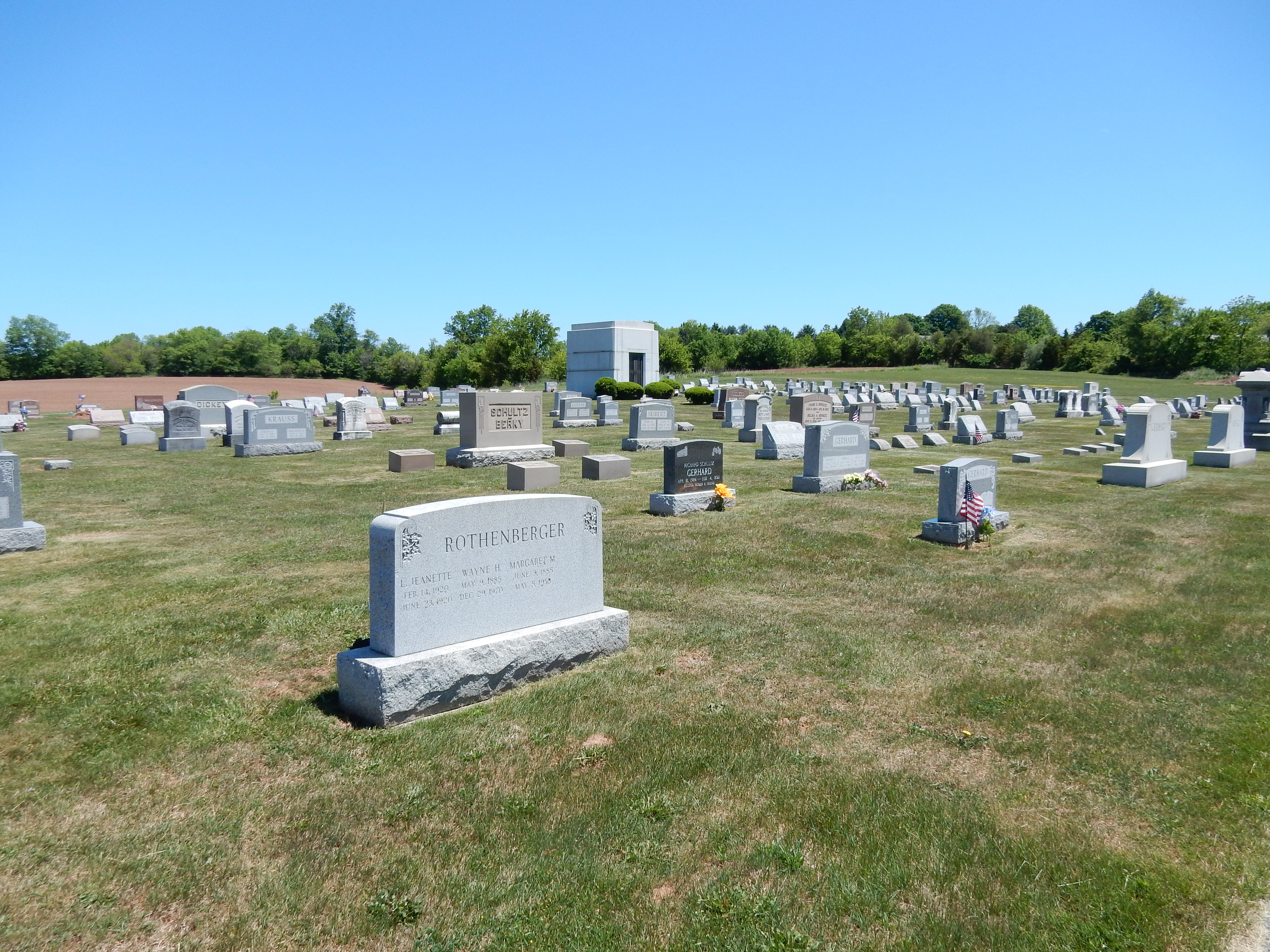
팜 슈벤크 펠더 묘지

## 참고 문헌
1. ↑  “Palm” (영어). 지리 이름 정보 시스템(GNIS). 미국 지질조사국.
2. ↑  U.S. Geographical Names Index listing
3. ↑  “Zip Code Lookup 18070”. 2011년 6월 14일에 원본 문서에서 보존된 문서. 2020년 2월 29일에 확인함.
4. ↑  Palm Schwenkfelder Church website